# تسيل (درعا)
تسيل بلدة في جنوبي سوريا، تتبع إدارياً لمنطقة إزرع في محافظة درعا. بلغ عدد سكان تسيل 15,985 نسمة حسب تعداد عام 2004،
تبلغ مساحتها حوالي 5000 دونم.
تعد البلدة ذات طبيعة خصبة إذ فيها عدة أحراش حراجية مشكلة الحديقة الوطنية الغنية بأنواع مختلفة من الأشجار، كما أنها غنية بالمياه الجوفية والينابيع وتتجمع فيها المياه لتشكل سد العلان. وتمتازُ «تسيل» بأرضِها السهلة التي تنحدرُ قليلاً من الجزء الجنوبيّ حتّى الغربيّ، ويتخلّلُها تلّ الجموعِ في الجزء الشرقيّ، إضافة إلى تلّيْن، هما: عميدون القبلي، وعميدون الشماليّ في الجزءِ الجنوبيّ منها.

## التسمية
يوجدُ روايتان لتسميةِ هذه المدينة،
حيث إنّ الفريق الأول يعزي دلائلَه إلى كثرةِ الأودية الموجودة فيها،
في حين يرى الفريق الآخر بأنّ كلمة تسيل سريانيّة الأصل؛ حيث إنّها تتألف من جزأين، هما: تس وأيل، وتعنِيان بين الله (الرب)؛ باعتبار أنّ أوّلَ مَن قطنها هم الطائفة المسيحيّة.

## الأهميّة
تعودُ أهميّة البلدة إلى موقعِها، وطبيعتِها الجغرافيّة؛
حيث إنّها تحتوي في الجزء الشماليّ الغربيّ على سدّ تسيل الذي يغذّي أجزاءً كبيرة منها، إضافة إلى قريتيْ عدوان، والشيخ سعد، كما أنّها تعتمدُ في مصادرها المائيّة على بئر عين ذكر أحد الآبار الباطنيّة. كما أنّها تحتوي على حديقة وطنيّة تقعُ على ضفةِ نهر العلان، وتحتوي على مناظرَ طبيعية خلابة، ويقصدُها الكثير من الزوار السوريّين يومياً، وتحتوي أيضاً على ينابيعَ، ومياه جوفيّة.

## التاريخ
شهدتْ البلدة من الناحية التاريخيّة عصور الرومان، والبيزنطيّين. تحتوي على العديدِ من المباني الأثريّة التاريخيّة التي ما زالَ بعضُها قائماً إلى حدّ الآن. ازدهر فيها العديدُ من الخدماتِ، مثل: المدارس: «الابتدائيّة، والأساسيّة، والثانويّة»، والمستشفيات والمراكز الصحيّة، وخدمات البريد في أواخر القرن العشرين. وضع مخطّط تنظيميّ لها خلالَ عام 1980م؛ وذلك لإقامةِ المنازل الحديثة المُشيّدة من الإسمنت فيها.

## الاقتصاد
تعتمدُ البلدة في اقتصادِها على الموارد الذاتيّة، ويوجد العديدُ من القطاعات التي تمثّل مقوّماً أساسيّاً لها؛ حيث يعتبر قطاع الزراعة أهمَّها؛ إذ يعمل أبناؤها في زراعة جميع أنواع البقوليّات، مثل: "الحمص، والفول، والبازيلاء"، والخضار، مثل: "البندورة، والخيار، والخسّ"، والحمضيّات، مثل: الليمون، البرتقال"، والزيتون الذي يعتبرُ أحدَ أهمّ هذه المصادر، كما أنّه يوجدُ جزءٌ كبير منهم ممّن يعملون في تربية المواشي كالأبقار والأغنام، والدواجن أيضاً.